# Gornhausen
Gornhausen – miejscowość i gmina w Niemczech, w kraju związkowym Nadrenia-Palatynat, w powiecie Bernkastel-Wittlich, wchodzi w skład gminy związkowej Bernkastel-Kues.